# Панаіотіді Світлана Миколаївна
Панаіотіді Світлана Миколаївна (народилась 10 жовтня 1979 в місті Біла Церква) — українська державна діячка, управлінець. Державна уповноважена Антимонопольного комітету України (2015–2019). Заступниця Міністра розвитку економіки, торгівлі та сільського господарства України. Волонтерка та громадська діячка.

## Життєпис
Світлана Панаіотіді народилась у 1979 році в Білій Церкві. У 2001 році закінчила Київський національний торговельно-економічний університет, факультет правознавства.
Випускниця Aspen Institute Kyiv, Києво-Могилянської бізнес-школи та Української школи політичних студій.

### Кар’єра
Панаіотіді очолювала юридичний департамент компанії “Люксоптика”. Згодом займала позицію віце-президента Всеукраїнської Асоціації “Укроптика”. Також була керівником ради директорів МЦ “Добробут”.
Читала лекції в Центрі вдосконалення закупівель при Київській школі економіки. Крім того, займалася адвокатською діяльністю.

### Державна служба
2015 – 2019 – державна уповноважена Антимонопольного комітету України.
Відповідала за фармацевтичні ринки і відстоювала створення більш жорстких умов входження на ринок для виробників лікарських засобів. Була членкинею постійно діючої адміністративної колегії АМКУ з розгляду скарг про порушення законодавства у сфері публічних закупівель.
В вересні 2019 року була звільнена з АМКУ і перейшла на роботу в уряд України. 
З вересня 2019 року по травень 2021 року – заступниця Міністра розвитку економіки, торгівлі та сільського господарства України.
Займала посаду голови Міжвідомчої комісії з питань оборонно-промислового комплексу України, членкиня Міжвідомчої комісії з політики військово-технічного співробітництва та експортного контролю.
На посаді Заступника Міністра відповідала за формування державної політики у сферах воєнно-промислової політики, координації державного оборонного замовлення, експортного контролю, публічних закупівель, приватизації, управління державним майном та ін.
В травні 2021 року звільнена з посади заступника Міністра розвитку економіки, торгівлі та сільського господарства України за власним бажанням

### Благодійність
Разом з Українською Біржею Благодійності Світлана Панаіотіді започаткувала проєкт «Змінюй світ. Даруй своє». Він спрямований на залучення людей до збирання коштів на благодійні проєкти (зокрема допомагає обрати перевірений благодійний проєкт та залучати своїх друзів, колег і знайомих до збору коштів).

## Нагороди та відзнаки
- Увійшла до рейтингу “100 найвпливовіших жінок України” за версією журналу “Фокус” (2019 рік)[15].
- Декілька років поспіль входить до рейтингу найуспішніших жінок-юристок Ukrainian Women in Law (2019, 2020)[16].
- Увійшла в рейтинг ТОП-10 ефективних держслужбовців від юридичного бізнесу (2018)[17].

## Сім’я
Виховує сина.
В декларації про доходи за 2020 рік вказала, що проживає спільно з колишнім головою правління НАК «Нафтогаз України» Андрієм Коболєвим.